# Vengeance (2011)
Vengeance (2011) foi um evento em pay-per-view de wrestling profissional produzido pela WWE, que ocorreu em 23 de outubro de 2011, no AT&T Center em San Antonio, Texas. Foi o décimo segundo evento Vengeance/Night of Champions anual e o sétimo Vengeance.

## Antes do evento
Vengeance teve lutas de wrestling profissional de diferentes lutadores com rivalidades e histórias pré-determinadas que se desenvolveram no Raw e SmackDown — programas de televisão da WWE, tal como nos programas transmitidos pela internet - Superstars e NXT. Os lutadores interpretaram um vilão ou um mocinho seguindo uma série de eventos para gerar tensão, culminando em várias lutas.
Após o Hell in a Cell Cody Rhodes passou a zombar de Randy Orton, pois agora era um campeão e Orton não mais. Começou a atrapalhar Randy em suas lutas, inclusive em uma pelo World Heavyweight Championship contra Mark Henry. Orton o atacou, respondendo aos ataques. Então, foi anunciado no Site da WWE que os dois se enfrentariam no Vengeance.
No Hell in a Cell Air Boom derrotou Dolph Ziggler e Jack Swagger. No Vengeance os últimos teriam uma revanche.
No Hell in a Cell Alberto Del Rio derrotou John Cena e CM Punk, conquistando o WWE Championship pela segunda vez. No Raw seguinte foi anunciado que John Cena teria sua revanche no Vengeance. Na edição seguinte do Raw, John Cena, ao lado de Jim Ross, derrotou Del Rio e Michael Cole, ganhando o direto de escolher a estipulação da luta pelo WWE Championship. Ele escolheu que a luta seria uma Last Man Standing Match.

## Resultados
| Nº                                          | Resultados                                                                                                   | Estipulações                                                                                   | Tempo |
| ------------------------------------------- | --- | ---------------------------------------------------------------------------------------------- | ----- |
| Dark                                        | Wade Barrett derrotou Daniel Bryan                                                                           | Luta individual                                                                                | 4:57  |
| 1                                           | Air Boom (Evan Bourne e Kofi Kingston) (c) derrotou Dolph Ziggler e Jack Swagger (com Vickie Guerrero)       | Luta de duplas pelo WWE Tag Team Championship                                                  | 13:24 |
| 2                                           | Dolph Ziggler (c) (com Vickie Guerrero e Jack Swagger) derrotou Zack Ryder (com Evan Bourne e Kofi Kingston) | Luta individual pelo United States Championship                                                | 6:04  |
| 3                                           | Beth Phoenix (c) derrotou Eve Torres                                                                         | Luta individual pelo Divas Championship com Kelly Kelly e Natalya banidas do entorno do ringue | 7:18  |
| 4                                           | Sheamus derrotou Christian                                                                                   | Luta individual                                                                                | 10:37 |
| 5                                           | Awesome Truth (R-Truth e The Miz) derrotou CM Punk e Triple H                                                | Luta de duplas                                                                                 | 15:24 |
| 6                                           | Randy Orton derrotou Cody Rhodes                                                                             | Luta individual                                                                                | 12:11 |
| 7                                           | Mark Henry (c) vs. Big Show acabou sem vencedor                                                              | Luta individual pelo World Heavyweight Championship                                            | 13:19 |
| 8                                           | Alberto Del Rio (com Ricardo Rodriguez) (c) derrotou John Cena                                               | Luta Last Man Standing pelo WWE Championship                                                   | 27:08 |
| (c) – Refere-se aos campeões antes da luta. | |                                                                                                |       |